# Microcymatura flavodiscalis
Microcymatura flavodiscalis är en skalbaggsart som beskrevs av Báguena och Stefan von Breuning 1958. Microcymatura flavodiscalis ingår i släktet Microcymatura och familjen långhorningar. Inga underarter finns listade i Catalogue of Life.